# Coleophora annulipes
Coleophora annulipes é uma espécie de mariposa do gênero Coleophora pertencente à família Coleophoridae.